# Balázs Dénes
Balázs Dénes (Debrecen, 1924. szeptember 17. – Budapest, 1994. október 19.) magyar karsztkutató, földrajztudós, világutazó, számos földrajzi ismeretterjesztő mű szerzője, az érdi Magyar Földrajzi Múzeum alapítója.

## Élete
Székely (kászonimpéri) származású apa és rimaszombati származású anya gyermekeként született Debrecenben. 1926-ban a család Mezőhegyesre költözött, ahol édesapja a ménesbirtok raktárkezelője lett. Iskoláit Tótkomlóson, Makón, a Návay Lajos Felsőkereskedelmi Iskolában, majd Debrecenben végezte. 1940-ben édesapja betegsége miatt (aki a következő évben meghalt) a család visszaköltözött Debrecenbe. 1942–1943-ban két nagy kerékpártúrát tett az akkori Magyarországon, melyek során 5200 kilométert tett meg, eljutott többek között a Székelyföldre is, meglátogatva az apai rokonságot.
1943-ban a Debreceni Dohánygyárban kezdett dolgozni, majd 1944-ben leventeként behívták katonának. A frontszolgálatot sikerült elkerülnie, de hamarosan szovjet hadifogságba esett és három évig végzett kényszermunkát a szumgaiti lágerben.
Hazatérve a Kőbányai Dohánygyárban dolgozott, ezért édesanyjával együtt Érdligetre költözött. Budapesten bekapcsolódott a Kinizsi Sportkör természetjáró mozgalomba, megismerkedett Jakucs László barlangkutatóval, majd 1954-ben húsz főnyi csapatával feltárta az Aggteleki-karsztvidéken, Égerszög közelében levő Szabadság-barlangot. 1957-ben a Vecsembükki-fennsíkon kutatott, majd a következő évben a tornagörgői Mészégető-zsombolyt tárta fel nyolcfős kutatócsoportjával. 1956 januárjában megindította a háború utáni első szpeleológiai folyóiratot, Karszt- és Barlangkutatási Tájékoztató néven. A Karszt és Barlang címmel megjelenő folyóiratot a haláláig szerkesztette. 1985-ben indította el a Földrajzi Múzeumi Tanulmányok című szakfolyóiratot, melynek 12 száma jelent meg 1993-ig.
1958 telén indult első egyszemélyes kutatóútjára Kínába, ahol elsősorban a dél-kínai karsztvidéket tanulmányozta Kuanghszi-Csuang Autonóm Terület, Jünnan és Kujcsou tartományokban. 1959–1962 között esti tagozaton elvégezte az ELTE földrajz szakát. Anyaggyűjtésként doktori disszertációjához újabb tanulmányutat szervezett a Közel-Kelet karsztvidékeinek bejárására 1962-ben. Ennek során Maár Imrével bejárták Libanon, Szíria, Jordánia karsztvidékeit, valamint Egyiptomban a Kirenaikai-táblát. 1964-ben doktori címet szerzett, disszertációját a karsztkorrózió problematikáiból írta.
1964–1965-ben a trópusi karsztok és az indonéziai vulkanikus szigetek kutatása céljából újabb nagy tanulmányutat szervezett. Ezúttal Horváth Mihály barlangkutató tartott vele, neki azonban egészségügyi okokból hamarabb haza kellett térnie. A Szovjetunión, Kínán és Burmán át utaztak Indonéziába, ahol többek között Nusa Barung szigetén végeztek karsztkutatásokat, de csaknem valamennyi nagyobb szigetet felkeresték. Ennek a túrának a tapasztalataiból írta első ismeretterjesztő könyvét Hajóstoppal az indonéz szigetvilágban címmel, melyet később 25 másik követett. Indonéziából hazatérve feladta állását az élelmiszeripari minisztériumban és hivatásos geográfusként működött tovább.
1967–1968-ban Afrikába szervezett négytagú expedíciót, melynek során egy lengyel kamionnal szelték át a Szaharát Tripolitól Fort Lamyig, majd Doualában kettévált a csapat. Balázs Dénes Csekő Árpáddal tovább folytatta a tanulmányutat, sikeresen bejárták Kelet-Afrika országait.
1969–1970-ben Alaszkától Tűzföldig az amerikai kontinenst járta végig. Észak-Amerika bejárása után Caracasból indulva az Andok vonulatát követte Dél-Amerikában, Ecuadorban a teljesen feltáratlan Archidonai-karsztvidéken kutatott, de eljutott a Galápagos-szigetekre is. 1972–1973-ban Japánt, a Fülöp-szigeteket, Pápua Új-Guineát kereste fel, majd Ausztráliában és az óceániai szigetvilágban folytatta tanulmányútját. A 400 napos út tapasztalatairól később
három könyvben számolt be.
1975-ben az indiai szubkontinensre látogatott el, azonban nem tudta útját tovább folytatni Dél-Afrika felé egészségi okokból és haza kellett térnie, de rövidesen újra elindult, ezúttal Dél-Afrikát és a környező országokat járta be. Erről az útról szól A Zambézitől délre című műve. 1977–1978-ban világ körüli útja során eljutott Grönlandra, majd egy venezuelai expedícióhoz csatlakozva az Orinoco felső folyásához a civilizáció által érintetlen waika népcsoporthoz. Ezután a közép-amerikai földhíd országait járta végig, majd Új-Zéland és Ausztrália következett. 1979-ben Madagaszkár szigetét járta be, ahol többek között Benyovszky Móric egykori településének és valószínű sírjának a helyét is megállapította. 1981-ben a karibi szigetvilágot, majd a három Guyanát látogatta meg, ezután Belémből indulva végighajózott az Amazonason és eljutott az óriásfolyó eredetéhez is a perui Andokban. 1984–1985-ben másodszor is körülutazta a Földet érintve a Kanári-szigeteket, Kanadát, majd újra bejárta Dél-Amerikát, különös tekintettel Argentínára, ahol anyagot gyűjtött az ország útikalauzához. Ezután Új-Zéland, majd Új-Kaledónia, Vanuatu és a Salamon-szigetek következtek és újra ellátogatott Új-Guineára is. 1988–1989-ben Délkelet-Ázsia országait járta be. Itt a karsztkutatás (például Sarawakban a Gunang Mulu-barlang felkeresése) mellett az országok útikalauzához is anyagot gyűjtött, ezek azonban (az Ázsia földrajzát tárgyaló nagyszabású munkájával együtt) már nem jelenhettek meg a kiadók pénzügyi gondjai miatt. 1989-ben újra sikerült eljutnia a dél-kínai karsztvidékre is, majd a következő évben a Szovjetunióba látogatott el. Ez volt az utolsó hátizsákos expedíciója.
Balázs Dénes utazásai során értékes kőzet-, növény- és állattani gyűjtést is végzett (számos új talaj- és barlanglakó fajt fedeztek fel a hazaküldött mintákban), de számos néprajzi tárgyat is gyűjtött és mindenfelé kutatta a magyar utazók és földrajzkutatók emlékeit. Az összegyűjtött értékes anyagok alkották a Magyar Földrajzi Múzeum anyagának alapját, melynek megalapítását hosszas bürokratikus huzavona után végül 1983-ban engedélyezték. A gyűjtemény az érdi Wimpffen-kúriában kapott helyet. Érd városa 1988-ban díszpolgárrá nevezte ki a múzeumot létrehozó geográfust.
26 könyvéből öt idegen nyelven is napvilágot látott. Szakcikkeinek, kisebb írásainak száma megközelíti a hatszázat. Aktív tagja volt a Magyar Földrajzi Társaságnak és alapítója a Magyar Karszt- és Barlangkutató Társulatnak.
Balázs Dénes hosszas betegség után 1994 októberében hunyt el. Utolsó hónapjaiban is emlékiratain dolgozott, melyek 1995-ben jelentek meg felesége gondozásában Életem – utazásaim címmel.

## Magyar nyelven megjelent könyvei
- 1. Hajóstoppal az indonéz szigetvilágban – „Útikalandok 79.“ Táncsics Kiadó, 1969
- 2. Kölcsönautóval a Szaharában – „Útikalandok 88.“, Táncsics Kiadó, 1970
- 3. Cikkcakkban az egyenlítőn – „Útikalandok 105.“, Táncsics Kiadó, 1971
- 4. Hátizsákkal Alaszkától a Tűzföldig I.-II. – „Útikalandok 111-112.“, Táncsics Kiadó, 1972
- 5. Galápagos – Gondolat Könyvkiadó, 1973
- 6. Tájfun Manila felett – „Világjárók 99.“, Gondolat Könyvkiadó, 1975
- 7. Pápua Új-Guinea – Gondolat Könyvkiadó, 1976
- 8. Ausztrália, Óceánia, Antarktisz – Gondolat Könyvkiadó, 1978
- 9. A Zambézitól délre – „Világjárók 120.“, 1979
- 10. Ausztrália, Új-Zéland, Óceánia – Útikönyvek, Panoráma, 1981
- 11. Vándorúton Panamától Mexikóig – „Világjárók 137.“, Gondolat Könyvkiadó, 1981
- 12. A sivatagok világa – Móra Könyvkiadó, 1983
- 13. Ázsia képes földrajza (Sebes Tibor társszerzővel) – Móra Könyvkiadó, 1983
- 14. Bozóttaxival Madagaszkáron – „Világjárók 154.“, Gondolat Könyvkiadó, 1983
- 15. Közép-Amerika – Útikönyvek, Panoráma, 1986
- 16. A kenyérfák árnyékában – „Ország-Világ 1.“, Kossuth Könyvkiadó, 1987
- 17. Amazónia – „Világjárók 178.“, Gondolat Könyvkiadó, 1987
- 18. Argentína, Uruguay – Útikönyvek, Panoráma, 1988
- 19. Az őserdők világa – Móra Könyvkiadó, 1990
- 20. Magyar utazók lexikona. Szerk. Balázs Dénes. Budapest: Panoráma. 1993. ISBN 963-243-344-0
- 21. A Húsvét-sziget fogságában – Szerzői kiadás, Érd, 1993
- 22. Galápagos, az elefántlábúak szigetei – Szerzői kiadás, Érd, 1994
- 23. A csepegő kövek igézetében – Szerzői kiadás, Érd, 1994
- 24. Szigetről szigetre a Kis-Antillákon – Szerzői kiadás, Érd, 1994
- 25. Távoli tájak magyar utazói (1-6. köt. szerk.). A szerző munkája: 4. köt.: Magyar utazók Amerikában, 5. köt.: Magyar utazók Ausztráliában, Óceániában és a sarkvidékeken – Nemzeti Tankönyvkiadó, 1993-1995
- 26. Életem – utazásaim (emlékiratok a földrajzi ismeretterjesztés szolgálatában) – szerzői kiadás, Érd, 1995

## Jelentősebb kitüntetései
- Vass Imre-emlékérem (1962)
- Herman Ottó-emlékérem (1976)
- MTESZ-díj (1980)
- Lóczy Lajos-emlékérem (1984)
- Kadić Ottokár-emlékérem (1985)
- Móra Ferenc-díj (1986)
- Kőrösi Csoma Sándor-emlékérem (1988)
- A Magyar Köztársasági Érdemrend tisztikeresztje (1992)
- Szent-Györgyi Albert-díj (1994)

## Emlékezete
- Makón, egykori iskolájában születésének 85. évfordulóján emléktáblát avattak tiszteletére, életét bemutató kiállítás, és egy róla elnevezett terem őrzi emlékét.[1]
- Cséke Zsolt 2005-ben Életem – utazásaim címmel életrajzi filmet készített a neves földrajztudós tiszteletére.
- A Magyar Földrajzi Múzeum kertjében egész alakos szobor (Domonkos Béla szobrászművész alkotása) őrzi emlékét. 1999. szeptember 29-én, az Érdi Napok alkalmából avatták fel.